# Воронезька область
Воро́незька о́бласть або Воронізька область, історично Вороніжчина (рос. Воронежская область) — адміністративна одиниця, суб'єкт Російської Федерації. Входить до складу Центрального Федерального Округу.
- Утворена 13 червня 1934
- Адміністративний центр області — місто Воронеж (Вороніж)
- Населення області становить 2,3 млн осіб, густота населення — 44,5 особи/км²

Південна частина Воронежчини з містами Острогозьке, Росош і Богучар являє собою частину української етнічної території — Східної Слобожанщини.

## Географічне розташування
Воронезька область розташована у центральній смузі європейської частини Росії, у вкрай вигідному стратегічному місці розташування, у вузлі транспортних комунікацій, що йдуть в індустріальні регіони РФ і країн СНД. Області-сусіди: Ростовська, Волгоградська, Бєлгородська, Липецька, Саратовська, Тамбовська, Курська області РФ; Луганська область України. 
Площа території області — 52,4 тис. Км², що становить близько третини площі всього Чорнозем'я. Протяжність області з півночі на південь — 277,5 км і з заходу на схід — 352 км
Територія Воронезької області більше території таких Європейських країн як — Данія (43 098 км²), Нідерланди (41 526 км²), Швейцарія (41 284 км²), Бельгія (32 545 км²), Словаччина (49 036 км²)

## Природа та клімат

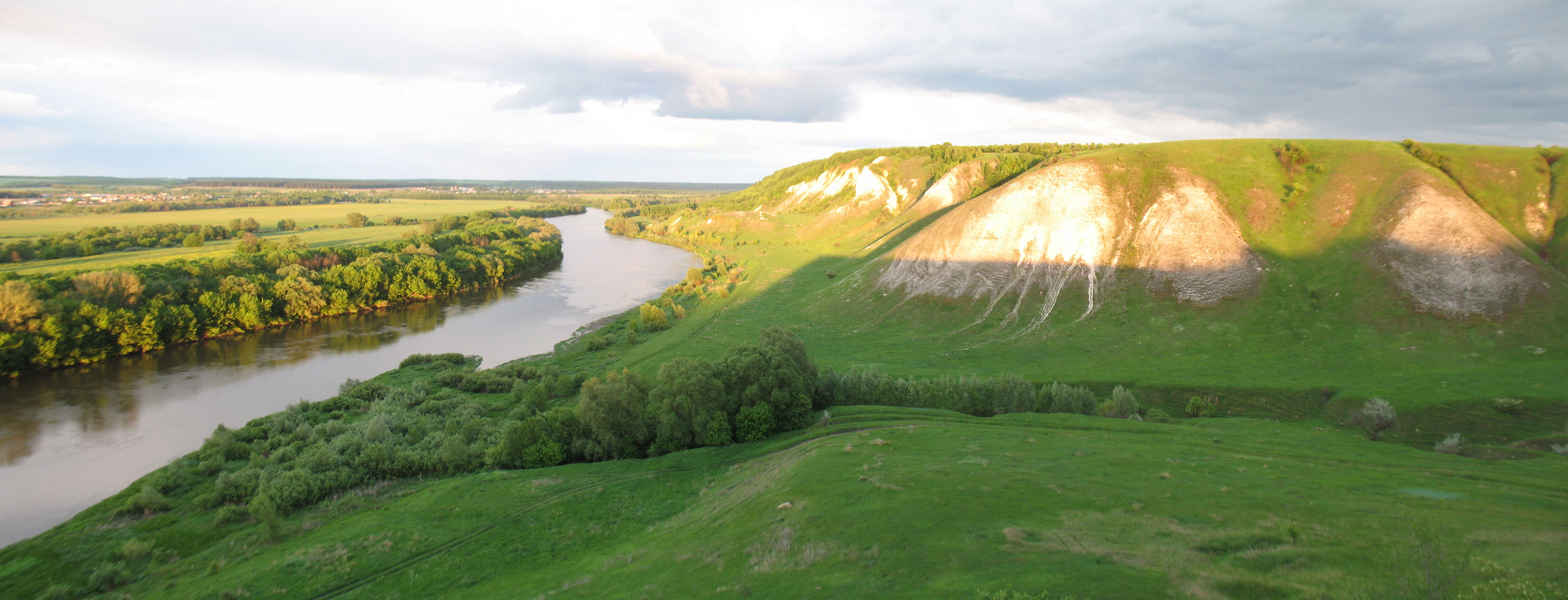
Воронезька область

Розташована у центральній смузі європейської частини Росії, межує на півдні з Україною. Клімат на території області — помірно континентальний м'який, з середньорічною температурою від +5 °C на півночі області до +6,5 °C на півдні і середньою температурою січня від −8 до −10, а липня від +19 до +22. Опадів в середньому за рік випадає від 450 до 550 мм. Головна річка — Дон, 530 зі своїх 1870 км протікає територією області, утворюючи басейн площею 422 000 км².

## Природні ресурси

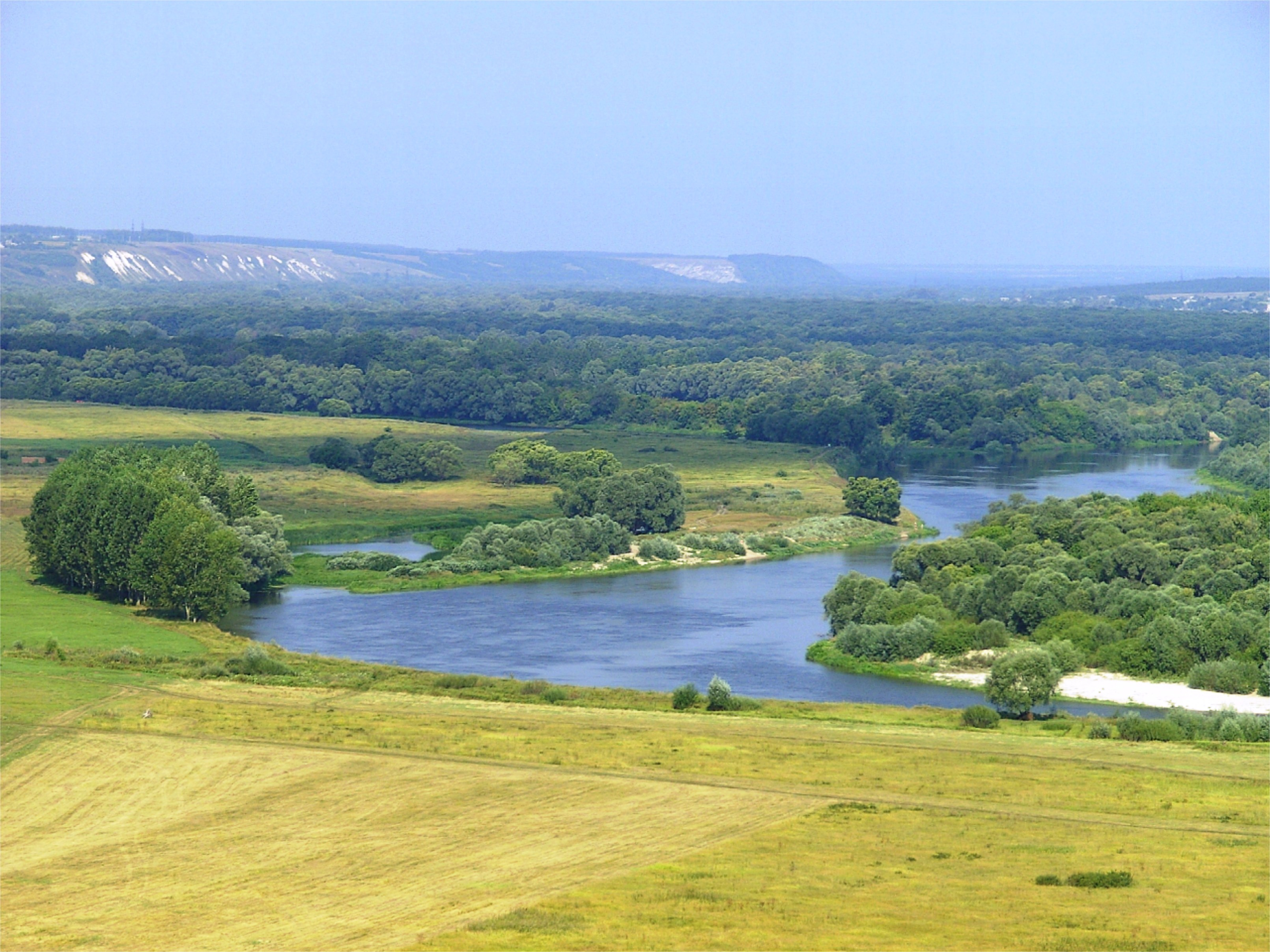
Воронезька область. Дон

Основним за значенням ресурсом області є звичайні, а також потужні й гладкі чорноземи, що займають основну частину території регіону.
Воронезька область розташована в лісостеповій і степовій зонах. На півдні області рослинність різнотравно-типчаково ковилових степів. Рослинність північної частини області характеризується поєднанням лісових і степових ділянок.

### Корисні копалини
Мінерально-сировинна база Воронезької області представлена родовищами нерудної сировини, в основному будівельними матеріалами (піски, глини, крейда, граніти, цементна сировина, вохра, вапняк, пісковик) особливо в західних і південних районах регіону. На території Семілуцького, Хохольського й Нижньодівицького районів області є запаси фосфоритів. Область має практично необмежені запаси крейди.

## Основні галузі промисловості

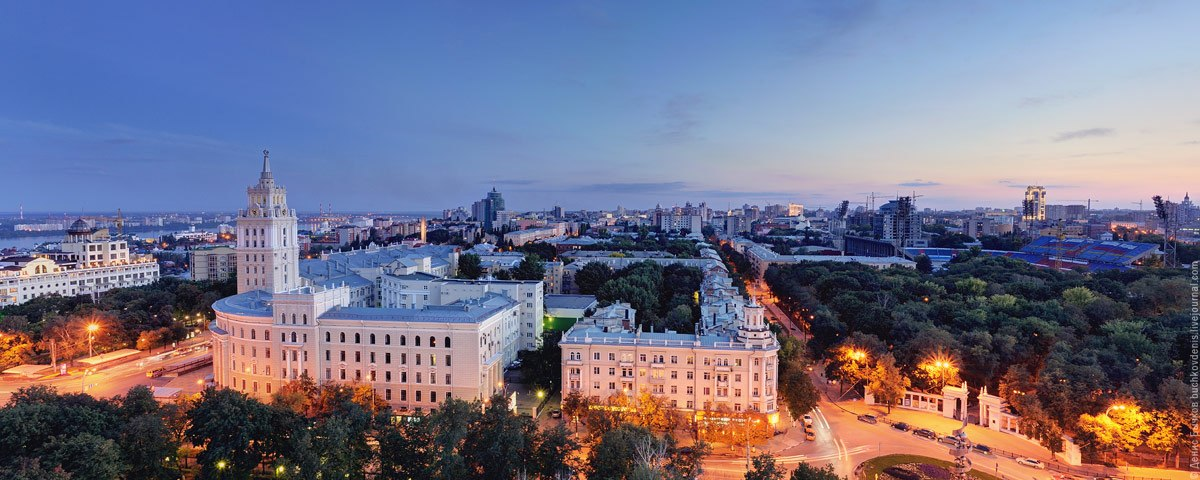
Воронеж

За структурою господарства Воронезька область індустріально-аграрна. У складі промисловості переважають машинобудування, електроенергетика, галузі з переробки сільськогосподарської сировини. На них припадає 4/5 загального обсягу промислової продукції, що випускається. Галуззю спеціалізації регіону є харчова промисловість (27 %), друге місце займають машинобудування й металообробка (23 %), третє місце — електроенергетика (18 %).
Промисловість області спеціалізується на виробництві верстатів, екскаваторів, металевих мостових конструкцій, ковальсько-пресового й гірничозбагачувального устаткування, електронної техніки (у тому числі телевізорів), пасажирських літаків, синтетичного каучуку й шин, вогнетривких виробів, цукру-піску, маслобійно-жирової й м'ясної продукції.
На базі розвіданої мінеральної сировини у Воронезькій області працює ряд гірничодобувних підприємств, найбільшими з яких є ВАТ «Павловськграніт», ВАТ «Воронезьке рудоуправління», Семилукский Воронезький комбінати будматеріалів, ВАТ «Подгоренський цементник», ЗАТ «Копанищенський комбінат будматеріалів», «Журавський охровий завод» і інші. В області йде освоєння мінеральних підземних вод.

## Сільське господарство

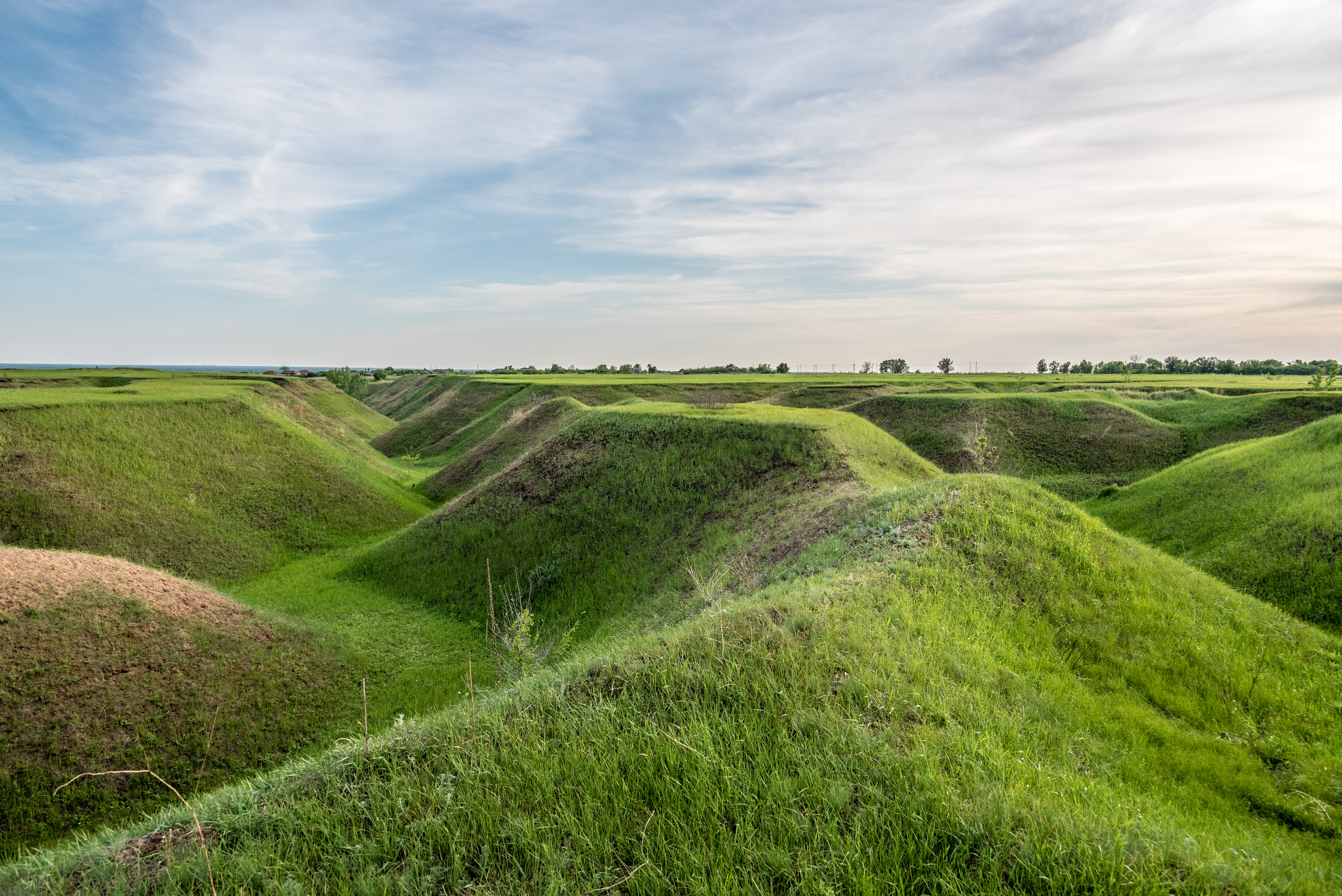
Воронезька область

Воронезька область — великий постачальник сільськогосподарської продукції: в ній вирощують зерно (в основному пшеницю), цукровий буряк, соняшник і інші технічні культури, картоплю й городину. У цілому профіль сільського господарства — буряковий з посівами соняшника й зернових культур, молочно-м'ясним скотарством, свинарством і вівчарством. Середньодушовий коефіцієнт по виробництву крупи — 2,4 (2002), цукру-піску 4,2
- 1829 р. — році вперше у світі селянин Д. Бокарев вичавив соняшникову олію.

## Внутрішні розходження, спеціалізація міст
До складу Воронезької міської агломерації входять міста Нововоронеж, Семилуки (завод вогнетривів), селище міського типу Рамонь, село Нова Усмань,
Борисоглєбськ (66,3 тис. жителів) — друге за величиною місто області. Його промисловість спеціалізується на виробництві хімічного устаткування й переробці сільськогосподарської продукції. Є велике виробництво панчішно-трикотажних виробів.
Розсош (64,1 тис. жителів) відома виробництвом хімічних добрив, електроапаратури, переробкою сільськогосподарської продукції.

## Історія адміністративних змін
Формування меж Воронезького краю тісно пов'язане з заснуванням Воронежa (1585—1586 рр.) і будівництвом Воронезьких сторож, що охоплюють межиріччя Дону з низов'ями рік Воронеж, Бітюг, Тиха Сосна.
- В XVII столітті Воронеж стає центром Воронезького повіту, у якім по перепису 1678 р. входили чотири стани: Карачунський, Борщевський, Усманський і Чертовицький.
- 1711 р. — Воронеж — губернське місто.
- 1711—1725 р. — Воронеж стає адміністративним центром величезної Азовської губернії. Територія, яка простиралася від Нижнього Новгорода на півночі, до Азова на півдні, і із заходу від Старого Оскола, до Саратова на сході.
- 1725—1928 р. — перейменована у Воронезьку губернію.
- 1779 р. — відбувається різке скорочення розмірів губернії. У її складі залишається 15 повітів: Бєловодський, Бірюченський, Бобровський, Богучарський, Валуйський, Воронезький, Задонський, Землянський, Калітвянський, Коротоякський, Куп'янський, Ливенський, Нижньодівицький, Острогозький, Павловський.
- 1802 р. — зі складу губернії виходить Куп'янський, а входить Новохоперський повіт.
- 1824 р. — зі складу Воронезької губернії виходять два повіти: Бєловодський і Калітвянський.
- 1928—1934 р. утворена Центрально-Чорноземна область.
- 14 травня 1928 р. Постановою ВЦВК затверджені межі ЦЧО, куди ввійшли чотири губернії: Воронезька, Курська, Орловська й Тамбовська, з адміністративним центром у м. Воронежі.
- 13 червня 1934 р. Постановою ВЦВК, ЦЧО розділена на Воронезьку й Курську області.
- 27 вересня 1937 р. зі складу Воронезької області виходить Тамбовська область.
- В 1954 р. виходять Бєлгородська область і Липецька область. Значні зміни торкнулися східних і південних окраїн Воронезької області: території Богучарського й Кантемирівського районів відійшли до Кам'янської області, а частини територій Борисоглєбського, Грибановського, Терновського й Новохоперського районів, до Балашовськой області.
- З 1957 р. території Воронезької області залишаються без змін.

## Адміністративно-територіальний устрій і місцеве самоврядування
З 2006 року на території Воронезької області існують 534 муніципальних утворення, у тому числі 3 міських округи, 31 муніципальний район, 29 міських поселень, 471 сільське поселення.
Міські округи:
- Борисоглєбськ
- Воронеж
- Нововоронеж

Муніципальні райони:
- Аннинський район
- Бобровський район
- Богучарський район
- Бутурлинівський район
- Верхньомамонський район
- Верхньохавський район
- Воробйовський район
- Грибановський район
- Калачіївський район
- Кам'янський район
- Кантемирівський район
- Каширський район
- Лискинський район
- Нижньодівицький район
- Новоусманський район
- Новохоперський район
- Ольховатський район
- Острогозький район
- Павловський район
- Панінський район
- Петропавловський район
- Поворинський район
- Подгоренський район
- Рамонський район
- Реп'євський район
- Розсошанський район
- Семилуцький район
- Таловський район
- Терновський район
- Хохольський район
- Ертильський район

## Населення
У наш час, за офіційною російською статистикою, область практично мононаціональна: більшість населення — росіяни. Історично, велику частку населення області складали українці. За даними перепису 1926 року, в області мешкало понад 1 млн українців, або ж 32,60 % населення регіону. Наприкінці 1930-х років почалася активна кампанія зросійщення, яка включала, між іншим, заборону викладання української мови у школах, запис українців росіянами, зміну прізвищ у паспортах на російські тощо. Як результат, офіційна кількість українців у області занижувалася.
| Народність                                        | Чисельність в 2010 році, тис |
| ------------------------------------------------- | ---------------------------- |
| Росіяни                                           | 2124,5                       |
| Українці                                          | 43,0                         |
| Вірмени                                           | 10,3                         |
| Білоруси                                          | 3,2                          |
| Цигани                                            | 5,1                          |
| Азербайджанці                                     | 5,1                          |
| Татари                                            | 3,3                          |
| Турки                                             | 4,2                          |
| Німці                                             | 1,4                          |
| Чеченці                                           | 1,3                          |
| Чуваші                                            | 1,3                          |
| Грузини                                           | 1,5                          |
| Молдовани                                         | 2,3                          |
| Узбеки                                            | 1,9                          |
| Таджики                                           | 1,6                          |
| показані народності з чисельністю понад 1000 осіб |                              |

Національний склад за районом за даними 2010 року:
|                         | росіяни | українці | вірмени |
| ----------------------- | ------- | -------- | ------- |
| м. Воронеж              | 96,9 %  | 1,0 %    | 0,5 %   |
| м. Нововоронеж          | 97,8 %  | 1,2 %    | 0,1 %   |
| м. Борисоглєбськ        | 96,6 %  | 0,9 %    | 0,3 %   |
| Аннинський район        | 97,6 %  | 0,8 %    | 0,2 %   |
| Бобровський район       | 95,9 %  | 1,1 %    | 0,3 %   |
| Богучарський район      | 92,5 %  | 1,6 %    | 1,0 %   |
| Бутурлинівський район   | 96,4 %  | 0,5 %    | 0,7 %   |
| Верхньомамонський район | 95,3 %  | 1,0 %    | 1,1 %   |
| Верхньохавський район   | 95,6 %  | 0,7 %    | 0,6 %   |
| Воробйовський район     | 96,9 %  | 0,7 %    | 0,2 %   |
| Грибановський район     | 94,3 %  | 0,7 %    | 0,2 %   |
| Ертильський район       | 97,1 %  | 0,4 %    | 0,2 %   |
| Калачіївський район     | 97,7 %  | 0,7 %    | 0,3 %   |
| Каменський район        | 94,7 %  | 0,8 %    | 0,5 %   |
| Кантемирівський район   | 90,6 %  | 5,6 %    | 1,2 %   |
| Каширський район        | 98,0 %  | 0,5 %    | 0,2 %   |
| Лискинський район       | 95,7 %  | 1,0 %    | 0,7 %   |
| Нижньодівицький район   | 97,9 %  | 0,6 %    | 0,3 %   |
| Новоусманський район    | 96,2 %  | 1,2 %    | 0,5 %   |
| Новохоперський район    | 95,5 %  | 0,7 %    | 0,3 %   |
| Ольховатський район     | 64,7 %  | 32,1 %   | 0,2 %   |
| Острогозький район      | 96,9 %  | 1,0 %    | 0,3 %   |
| Павловський район       | 96,5 %  | 1,4 %    | 0,4 %   |
| Панінський район        | 95,4 %  | 0,7 %    | 0,4 %   |
| Петропавловський район  | 96,6 %  | 0,9 %    | 0,3 %   |
| Підгоренський район     | 88,6 %  | 9,2 %    | 0,4 %   |
| Поворинський район      | 94,8 %  | 0,9 %    | 0,3 %   |
| Рамонський район        | 95,7 %  | 0,9 %    | 0,6 %   |
| Реп'євський район       | 96,2 %  | 0,9 %    | 0,7 %   |
| Розсошанський район     | 84,6 %  | 12,9 %   | 0,4 %   |
| Семилуцький район       | 96,7 %  | 0,8 %    | 0,9 %   |
| Таловський район        | 96,1 %  | 0,9 %    | 0,1 %   |
| Терновський район       | 97,9 %  | 0,4 %    | 0,3 %   |
| Хохольський район       | 96,7 %  | 0,8 %    | 0,6 %   |
| Воронезька область      | 95,5 %  | 1,9 %    | 0,5 %   |

## Особистості
- Бунін Іван Олексійович Письменник, Нобелівський лауреат
- Кольцов Олексій Васильович Поет
- Нікітін Іван Савич Поет
- Маршак Самуїл Якович Дитячий письменник, поет
- Платонов Андрій Платонович Письменник
- Ге Микола Миколайович художник
- Крамськой Іван Миколайович Художник
- Бучкурі, Олександр Олексійович Художник
- Соловйов Лев Григорович Художник
- Кищенко, Александр Михайлович Художник-монументаліст
- Афанасьєв Олександр Миколайович Фольклорист, історик, літературознавець
- Сєверцов Микола Олексійович Вчений, засновник російської орнітології та зоогеографії
- Костомаров Микола Іванович Етнограф, Прозаїк, Поет-романтик
- Вовк Юліан Олександрович — український вчений-правознавець, професор кафедри земельного права і правової охорони природи Харківського юридичного інституту, професор, доктор наук.
- Тушкан Павло Федорович — член Української Центральної Ради.